# فرنسا في القرن التاسع عشر الطويل

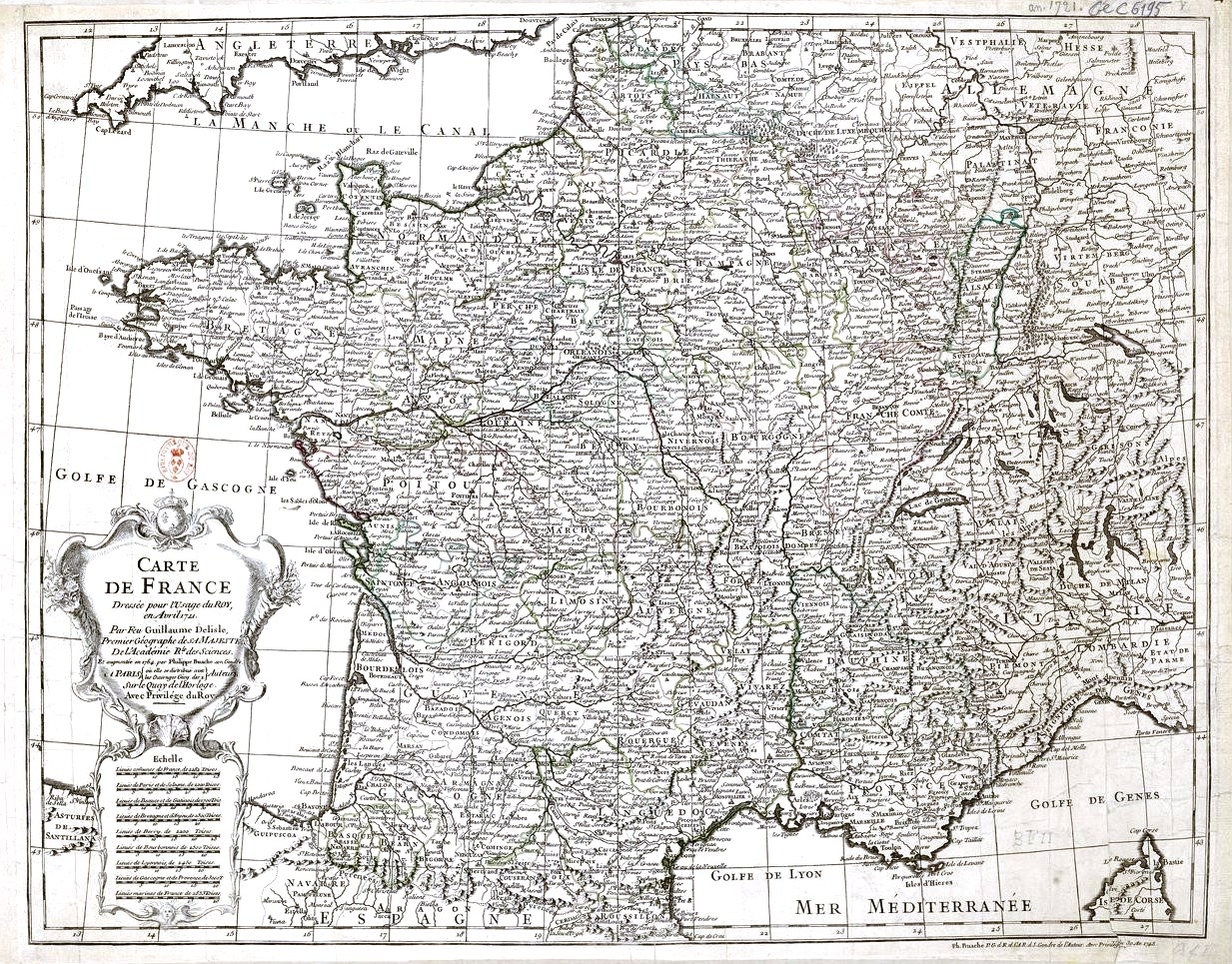

يمتد تاريخ فرنسا منذ في الثورة الفرنسية في عام 1789 حتى الحرب العالمية الأولى عام 1914 ويشمل:
- الثورة الفرنسية (1789-1792)
- الجمهورية الفرنسية الأولى (1792-1804)
- الإمبراطورية الفرنسية الأولى في ظل نابليون الأول (1804-(1814/1815)
- استعادة بوربون في ظل لويس الثامن عشر وشارل العاشر (1814/1815-1830)
- ملكية يوليو في ظل لويس فيليب الأول (1830-1848)
- الجمهورية الثانية (1848-1852)
- الإمبراطورية الثانية في ظل نابليون الثالث (1852-1870)
- الجمهورية الثالثة (1870-1940)
- الكساد الطويل (1873-1890)
- العصر الجميل (1871-1914)

## التاريخ

### الجمهورية الأولى (1792 – 1799)
في بيان براونشفايغ، هددت الجيوش الإمبراطورية والبروسية بالثأر من الشعب الفرنسي إذا ما قاوم تقدمها أو أعاق استعادة النظام الملكي. نتيجة لذلك، اعتُبر الملك لويس متآمرًا مع أعداء فرنسا. اعتُقل في 10 أغسطس 1792. في 20 سبتمبر، حققت القوات الثورية الفرنسية أول انتصار كبير لها في معركة فالمي. أُعلنت الجمهورية الأولى في اليوم التالي. بحلول نهاية العام، اجتاح الفرنسيون هولندا النمساوية، مهددين الجمهورية الهولندية في الشمال، وتوغلوا شرق نهر الراين أيضًا، محتلين مدينة فرانكفورت الإمبراطورية لفترة وجيزة. شهد يوم 17 يناير 1793 إصدار حكم الإعدام بالملك بتهمة «التآمر على حريات الشعب والسلامة العامة» بغالبية هزيلة في المؤتمر الوطني. أُعدم في 21 يناير. أدى هذا الإجراء إلى إعلان بريطانيا وهولندا الحرب على فرنسا.

### عهد الإرهاب (1793 – 1794)
كان النصف الأول من عام 1793 سيئًا بالنسبة للجمهورية الفرنسية الجديدة، إذ طُردت الجيوش الفرنسية من ألمانيا وهولندا النمساوية. على إثر هذا الوضع، ارتفعت الأسعار واندلعت أعمال الشغب على يد اللا متسرولين (العمال الفقراء واليعاقبة الراديكاليين)؛ بدأت الحركات المضادة للثورة في بعض المناطق. شجع هذا اليعاقبة على الاستيلاء على السلطة من خلال انقلاب برلماني، مدعومين بالقوة الشعبية ضد فصيل الجيروند، ومن خلال استخدام قوة اللا متسرولين الباريسيين الغوغائية. تحالف عناصر اليعاقبة واللا متسرولين فأصبحوا بذلك المركز الفعال للحكومة الجديدة. ازداد تطرف السياسة بقدر كبير. فرضت الحكومة «تجنيدًا جماعيًا»، خضع من خلاله جميع الرجال الأصحاء البالغين من العمر 18 عامًا فأكثر للخدمة العسكرية. سمح ذلك لفرنسا بحشد جيوش أكبر بكثير من أعدائها، وسرعان ما انعكست مجريات الحرب.
أصبحت لجنة السلامة العامة تحت سيطرة ماكسيمليان روبسبيير، وأطلق اليعاقبة العنان لعهد الإرهاب. لقي ما لا يقل عن 1,200 شخص مصرعهم تحت المقصلة – أو غير ذلك – إثر اتهاماتٍ بتنفيذ أنشطة معادية للثورة. في أكتوبر، أُعدمت الملكة، مما زاد من عداء النمسا. في عام 1794 أعدم روبسبيير المغالين في التطرف واليعاقبة المعتدلين. نتيجة لذلك، اضمحل دعمه الشعبي بشكل ملحوظ. أُعدم جورج دانتون لجداله حول كثرة عمليات الإعدام. كانت هناك محاولات للتخلص من الدين المنظم في فرنسا بالكامل واستبدال مهرجان العقل به. نظم جاك إبير، القائد البارز لهذه الحركة، مثل هذا المهرجان في كاتدرائية نوتردام، مع ممثلة لعبت دور إلهة العقل. لكن روبسبيير لم يتأثر بإبير فأمر بقطع رأسه ورأس جميع أتباعه.

### رد الفعل الترميدوري (1794 – 1795)
في 27 يوليو 1794، ثار الشعب الفرنسي على تجاوزات عهد الإرهاب، من خلال ما عُرف باسم رد الفعل الترميدوري. أدى ذلك إلى عزل روبسبيير والعديد من الأعضاء القياديين الآخرين في لجنة السلامة العامة من قِبل أعضاء المؤتمر المعتدلين. أُعدموا جميعًا دون محاكمة. انتهت بذلك مرحلة الراديكالية المفرطة من الثورة. وافق المؤتمر على دستور العام الثالث في 17 أغسطس 1795. أقره استفتاء عام أُجري في سبتمبر ودخل حيز التنفيذ في 26 سبتمبر 1795.

### حكومة الإدارة (1795 – 1799)
نصب الدستور الجديد حكومة الإدارة وأنشأ المجلس التشريعي الفرنسي ذي الغرفتين. كانت هذه الحكومة أكثر تحفظًا بشكل واضح، وهيمنت عليها البرجوازية، وسعت إلى استعادة النظام واستبعاد اللا متسرولين وأفراد الطبقات الدنيا من الحياة السياسية.
بحلول عام 1795، احتل الفرنسيون مرة أخرى هولندا النمساوية والضفة اليسرى من نهر الراين، وألحقوهما مباشرة بفرنسا. هُزمت كل من الجمهورية الهولندية وإسبانيا وتحولا إلى دول تابعة فرنسية. ومع ذلك، في البحر، تبين أن البحرية الفرنسية غير قادرة على مجاراة البريطانيين، وتعرضت لهزائم بالغة قبالة سواحل أيرلندا في يونيو 1794.
تولى نابليون بونابرت في عام 1796 قيادة جيشٍ لغزو إيطاليا. هزم الجنرال الشاب القوات النمساوية والسردينية وتفاوض على معاهدة كامبو فورميو دون تدخلٍ من حكومة الإدارة. اعتُرف بالضم الفرنسي لهولندا النمساوية والضفة اليسرى لنهر الراين، مثلها مثل الجمهوريات التابعة التي أسسوها في شمال إيطاليا.
على الرغم من انتهاء حرب التحالف الأول في عام 1797، شُكل تحالف ثان في مايو 1798 عندما غزت فرنسا الاتحاد السويسري ومملكة نابولي والولايات البابوية. أقنع نابليون حكومة الإدارة بالموافقة على بعثة إلى مصر، بهدف قطع طريق إمداد بريطانيا إلى الهند. حصل على الموافقة، وانطلق في مايو 1798 إلى مصر مع 40,000 رجل. لكن الحملة تعثرت عندما أمسك الأسطول البريطاني بقيادة هوراشيو نيلسون السفن الفرنسية ودمر معظمها في معركة النيل. لم يكن لدى الجيش أي وسيلة للعودة إلى فرنسا وواجه عداء الإمبراطورية العثمانية.

### حكومة القناصل (1799 – 1804)
هرب نابليون إلى فرنسا، حيث قاد انقلاب نوفمبر 1799، وجعل من نفسه القنصل الأول (بقيت قواته سيئة الحظ في مصر حتى استسلمت لبعثة بريطانيا في عام 1801 وأُعيدت إلى فرنسا).
عند هذه المرحلة، كانت حرب التحالف الثاني مستمرة. تكبد الفرنسيون سلسلة من الهزائم في عام 1799، إذ شهدوا إسقاط الجمهوريات التابعة لهم في إيطاليا ومواجهة غزوٍ ألماني. ومع ذلك، فشلت محاولات الحلفاء بشأن سويسرا وهولندا، وبمجرد عودة نابليون إلى فرنسا، بدأ في قلب المد عليهم. في عام 1801، أنهى سلام لونفيل الأعمال العدائية مع النمسا وروسيا، وأنهتها معاهدة أميان مع بريطانيا.

### الإمبراطورية الأولى (1804 – 1814)
بحلول عام 1802، سُمي نابليون القنصل الأول مدى الحياة. أدى استفزازاه المستمر للبريطانيين إلى استئناف الحرب في عام 1803، وفي العام التالي نصب نفسه إمبراطورًا في احتفال ضخم في كاتدرائية نوتردام. دُعي البابا للتتويج، لكن نابليون أخذ منه التاج في اللحظة الأخيرة ووضعه على رأسه. جذب المزيد من القوة وانجذب نحو الصفة الإمبراطورية، فحشد الدعم في طريقه لإعادة بناء فرنسا ومؤسساتها وطنيًا. تميزت الإمبراطورية الفرنسية (أو الإمبراطورية النابليونية) (1804 – 1814) بالهيمنة الفرنسية وإعادة تنظيم أوروبا القارية (الحروب النابليونية) وبالتدوين النهائي للنظام القانوني الجمهوري (قانون نابليون). اتسمت الإمبراطورية تدريجيًا بطابع سلطوي أكثر، مع التقييد الصارم لحرية الصحافة والتجمع. استمرت الحرية الدينية بشرط عدم مهاجمة المسيحية واليهودية، الديانتين المعترف بهما رسميًا، وعدم التعبير عن الإلحاد في الأماكن العامة. أعاد نابليون أيضًا تشكيل طبقة النبلاء، لكن لا هي ولا بلاطه تمتعا بكياسة النظام الملكي القديم أو روابطه التاريخية. على الرغم من الاستبداد الإداري المتزايد لنظامه، ظل الإمبراطور في نظر بقية أوروبا تجسيدًا للثورة والملكية حديثة النعمة.
بحلول عام 1804، وقفت بريطانيا وحدها خارج نطاق السيطرة الفرنسية وكانت قوة مهمة في تشجيع وتمويل المقاومة ضد فرنسا. في عام 1805، حشد نابليون جيشًا قوامه 200,000 رجل في بولوني بهدف غزو الجزر البريطانية، لكنه لم يكن قادرًا على إيجاد الظروف المناسبة للانطلاق، فتخلى عن خططه. بعد ثلاثة أسابيع، دمر البريطانيون الأسطولين الفرنسي والإسباني في ترافالغار. بعد ذلك، حاول نابليون إسقاط بريطانيا من خلال حربٍ اقتصادية لعدم تمكنه من هزيمتها عسكريًا. دشن النظام القاري، الذي سيشارك من خلاله جميع حلفاء فرنسا ودولها التابعة في الامتناع عن التجارة مع البريطانيين.
كانت البرتغال، حليف بريطانيا، الدولة الأوروبية الوحيدة التي رفضت الانضمام صراحة. بعد معاهدات تيليست في يوليو 1807، شن الفرنسيون غزوًا عبر إسبانيا لسد هذه الثغرة في النظام القاري. وصلت القوات البريطانية إلى البرتغال، وأجبرت الفرنسيين على الانسحاب. أدى استئناف الغزو في العام التالي إلى عودة البريطانيين، وعند ذلك، قرر نابليون خلع الملك الإسباني تشارلز الرابع ووضع شقيقه جوزيف على العرش. أدى ذلك إلى ثورة وطنية شرع بها شعب إسبانيا، فبدأت حرب شبه الجزيرة. أمكن للبريطانيين بحلول ذلك الوقت الحصول على موطئ قدم في القارة، وقيدت الحرب موارد فرنسية كبيرة، مما ساهم في هزيمة نابليون في النهاية.
بلغ نابليون أوج قوته في 1810 – 1812، إذ كانت معظم الدول الأوروبية حليفةً له أو دولًا تابعة أو مُلحقة مباشرة بفرنسا. بعد هزيمة النمسا في حرب التحالف الخامس، تمتعت أوروبا بسلام دام سنتين ونصف السنة باستثناء النزاع الدائر في إسبانيا. قدم النمساويون للإمبراطور أرشيدوقةً للزواج منها، وأنجبت ابنه الذي طال انتظاره في عام 1811.
في النهاية، فشل النظام القاري. يعد تأثيره على بريطانيا العظمى والتجارة البريطانية غير مؤكد، لكن من المعتقد أن ضرر الحظر كان أكبر على دول أوروبا القارية. كانت روسيا على وجه الخصوص مستاءة من الحظر، وفي عام 1812، أعادت فتح باب التجارة مع بريطانيا، مما أدى إلى غزو نابليون لروسيا. تسببت كارثة تلك الحملة في انتفاض جميع شعوب أوروبا المقهورة ضد الهيمنة الفرنسية. في عام 1813، أُجبر نابليون على تجنيد الفتية الذين تقل أعمارهم عن 18 عامًا والرجال الأقل قدرة من الناحية البدنية، الذين رُفض التحاقهم بالخدمة العسكرية في السنوات السابقة. تدهورت جودة قواته بشكل حاد وتصاعدت حدة الوهن الشعبي من الحرب في الوطن. أمكن للحلفاء أيضًا وضع رجالٍ في الميدان أكثر بكثير مما استطاع هو. طوال عام 1813، أُجبر الفرنسيون على العودة وبحلول أوائل عام 1814، احتل البريطانيون غاسكونية. وصلت قوات الحلفاء إلى باريس في مارس، وتنازل نابليون عن العرش كإمبراطور. نُصب لويس الثامن عشر، شقيق لويس السادس عشر، ملكًا ومُنحت فرنسا تسوية سلمية سخية للغاية، إذ أُعيدت إلى حدود عام 1792 ولم تُضطر إلى دفع أي تعويض عن الحرب.
بعد 11 شهرًا من النفي في جزيرة ألبا في البحر الأبيض المتوسط، هرب نابليون وعاد إلى فرنسا حيث استُقبل بحماس كبير. فر لويس الثامن عشر من باريس، لكن العودة إلى التطرف الثوري الذي شهدته فترة 1793 – 1794 كانت أمرًا غير وارد، وهي الشيء الوحيد الذي كان من شأنه منح الإمبراطور دعمًا جماهيريًا. سرعان ما تضاءل الحماس، وعندما رفض الحلفاء (كانوا حينها يناقشون مصير أوروبا في فيينا) التفاوض معه، لم يكن أمامه خيار سوى القتال. في واترلو، هُزم نابليون هزيمة ساحقة على يد البريطانيين والبروسيين، وتنازل عن العرش مرة أخرى. نُفي هذه المرة إلى جزيرة سانت هيلانة في جنوب المحيط الأطلسي، حيث مكث حتى وفاته عام 1821.

## جوانب عامة

### الجغرافية
في زمن الثورة الفرنسية، توسعت فرنسا حتى حدودها الإقليمية الحديثة تقريبًا. أكمل القرن التاسع عشر عملية ضم دوقية سافوا ومدينة نيس (أولًا خلال الإمبراطورية الأولى، وبعدها بصورة نهائية في عام 1860) وجزء من البابوية الصغيرة (مثل أفينيون) ومستعمرات أجنبية. توسعت الحدود الإقليمية الفرنسية إلى درجة كبيرة خلال الإمبراطورية بواسطة الغزو العسكري النابليوني والثوري وإعادة تنظيم أوروبا، غير أن مؤتمر فيينا قَلَب الأمور. ضُمّت سافوا ونيس بشكل نهائي بعد نصر فرنسا في الحرب النمساوية الفرنسية في عام 1859.
غزت فرنسا الجزائر في عام 1830، وفي عام 1848 كان هذا البلد الشمال أفريقي قد ضُمّ بالكامل إلى فرنسا بصفته إقليمًا فرنسيًا. شهدت نهاية القرن التاسع عشر شروع فرنسا في برنامج ضخم لإمبريالية عابرة للبحار- من ضمنها الهند الصينية الفرنسية (في العصر الحديث كامبوديا وفييتنام ولاوس) وأفريقيا (جَلَب التدافع على أفريقيا إلى فرنسا معظم شمال غرب وسط أفريقيا)- أدخلتها في منافسة مباشرة مع المصالح البريطانية. مع هزيمة فرنسا في الحرب الفرنسية البروسية في عام 1870، خسرت فرنسا لصالح ألمانيا مقاطعاتها في ألزاس وأجزاءًا من لوراين (انظر ألزاس-لوراين)، ولم تُستعد هذه المقاطعات المفقودة سوى مع نهاية الحرب العالمية الأولى.

### الديموغرافيا
بين عامي 1795 و1866، كان متروبول فرنسا (وهو دون المستعمرات الكولونيالية أو مستعمرات ما وراء البحار) البلد الأوروبي الثاني الأكثر اكتظاظًا بالسكان بعد روسيا، والبلد الرابع الأكثر اكتظاظًا في العالم (بعد الصين والهند وروسيا)، بين عامي 1866 و1911 كان متروبول فرنسا البلد الأوروبي الثاني الأكثر اكتظاظًا بالسكان، بعد روسيا وألمانيا. خلافًا لبلدان أوروبية أخرى، لم تشهد فرنسا نموًا سكانيًا كبيرًا منذ منتصف القرن التاسع عشر حتى النصف الأول من القرن العشرين. يُقدّر تعداد سكان فرنسا في عام 1789 ب28 مليون نسمة تقريبًا، بحلول عام 1850، كان التعداد السكاني 36 مليونًا وفي عام 1880 كان التعداد السكاني قرابة 39 مليون. كان النمو البطيء قضية سياسية رئيسية مع استمرار ألمانيا العدو اللدود بالتفوق من ناحية تعداد السكان والصناعة. باتت وسائل تغيير هذا التوجه قضيةً سياسية كبيرة. 
حتى عام 1850، كان النمو السكاني متركزًا في الريف، إلا أن فترة من التحضر البطيء بدأت في ظل الإمبراطورية الثانية. خلافًا للحال في إنجلترا، كان التحول الصناعي ظاهرة متأخرة في فرنسا. كان لدى اقتصاد فرنسا في ثلاثينيات القرن التاسع عشر صناعة حديد محدودة وموارد فحم متخلفة وعاشت الغالبية العظمى على الزراعة. أعَدّ التأسيس المنهجي للتعليم الابتدائي وإنشاء مدارس هندسة جديدة الطريق لتوسع صناعي ازدهر في العقود اللاحقة. بدأت سكك الحديد الفرنسية بتردد في ثلاثينيات القرن التاسع، ولم تتطور حقًا حتى أربعينيات القرن التاسع عشر، عبر استقدام مهندسين بريطانيين. مع ثورة عام 1848، بدأت قوة صناعية متنامية بالمساهمة بصورة فعالة في السياسة الفرنسية، إلا أنه سياسات الإمبراطورية الثانية خيبت آمالهم إلى حد كبير. تسببت بمشكلاتٍ إضافية خسارة أقاليم ألزاس ولوراين المنتجة للفحم الهام والحديد والزجاج. ارتفع تعداد العمال الصناعيين من 23% في عام 1870 إلى إلى 39% في عام 1914. بقيت فرنسا إلى حد ما بلدًا ريفيًا في أوائل القرن العشرين إذ كان 40 % من سكانها ما يزالون مزارعين في عام 1914. في حين أبدت فرنسا معدل تحضّر مشابه لمعدل الولايات المتحدة الأمريكية (50% من السكان في الولايات المتحدة كانوا يعملون في الزراعة في أوائل القرن العشرين)، كان معدل تحضّرها ما يزال متأخرًا بشدة عن معدل تحضّر المملكة المتحدة (80% معدل التحضر في أوائل القرن العشرين). 
في القرن التاسع عشر، كانت فرنسا بلد هجرة لشعوب ولاجئين سياسيين من أوروبا الشرقية (ألمانيا بولندا المجر روسيا واليهود الأشكنازيين) ومن البحر المتوسط (إيطاليا إسبانيا يهود سفارديون يهود مزراحيون شمال أفريقيين).
كانت فرنسا أول دولة في أوروبا تحرِّر سكانها اليهود خلال الثورة الفرنسية. منح مرسوم إسحق كرمييه مواطنة كاملة لليهود في الجزائر الفرنسية. وبحلول عام 1872، كان عدد اليهود المقيمين في فرنسا يُقدّر ب86 ألف يهودي (سيرتفع هذا العدد إلى 300 ألف بحلول عام 1945)، اندمج العديد منهم (أو حاولوا الاندماج) في المجتمع الفرنسي، على الرغم من أن قضية دريفوس أظهرت معاداةً للسامية في طبقات معينة من المجتمع الفرنسي (انظر تاريخ اليهود في فرنسا).
خسرت فرنسا ألزاس ولورين لصالح ألمانيا في عام 1871. انتقل بعض المهاجرين الفرنسيين إلى فرنسا. تكبدت فرنسا خسائر كبيرة خلال الحرب العالمية الأولى – تُقدّر تقريبًا ب1.4 مليون ضحية فرنسية بينهم مدنيون (انظر خسائر الحرب العالمية الأولى) (أو تقريبًا 10% من تعداد الذكور البالغين الفاعلين) وأربعة أضعافهم من الجرحى (ما بعد كارثة الحرب العالمية الأولى).

### اللغة
لغويًا، كانت فرنسا مزيجًا. كان الناس في الريف يتحدثون لهجاتٍ متنوعة. باتت فرنسا موحَّدة لغويًا فقط مع نهاية القرن التاسع عشر، وعلى وجه التحديد من خلال السياسات التعليمية لجول فيري خلال الجمهورية الفرنسية الثالثة. من معدل أمية وصل إلى 33% وسط الفلاحين في عام 1870، كان بإمكان جميع الفرنسيين تقريبًا قراءة وفهم اللغة الوطنية بحلول عام 1914، على الرغم من أن 50% كانوا ما يزالون يتحدثون أو يفهمون اللغة المحلية لفرنسا (في فرنسا اليوم، يقدر عدد الذين ما يزالون يفهمون لغة محلية ب10% فقط).
بحلول عام 1914 تحوّل الفرنسيون عبر السياسات التعليمية والاشتراكية والعسكرية للجمهورية الثالثة (بحسب وصف المؤرخ يوجين ويبير) من «بلد فلاحين إلى أمة الفرنسيين». في عام 1914، كان بإمكان معظم الفرنسيين القراءة وازداد استخدام اللغات الإقليمية إلى حد كبير، وتضاءل دور الكنيسة الكاثوليكية في الحياة العامة بشكل جذري، وكان الشعور بالهوية الوطنية والكبرياء يدرَّسان بصورة فاعلة. غيّرت معاداة رجال الدين خلال الجمهورية الثالثة العادات الدينية الفرنسية بشكل عميق: أظهرت حالة دراسة لمدينة ليموج قارنت بين عام 1899 وعام 1914 أن المعمودية انخفضت من 98% إلى 60%، وارتفعت نِسب الزواج المدني أمام موظف المدينة من 14% إلى 60%.

### التأخر الاقتصادي
ارتبط التاريخ الاقتصادي لفرنسا منذ ثورتها في أواخر القرن الثامن عشر بثلاثة توجهاتٍ وأحداث رئيسية: العهد النابليوني والمنافسة مع بريطانيا وبقية جيرانها في ما يتعلق ب«التصنيع» والـ«حروب الشاملة» أواخر القرن التاسع عشر ومطلع القرن العشرين. يُظهر التحليل الكمي للنتائج أن معدلات نمو الفرد الفرنسية كانت أدنى بقليل من معدلات بريطانيا. إلا أن التعداد السكان في بريطانيا تضاعف ثلاث مرات، في حين كان نمو فرنسا بنسبة الثلث فقط-وبذلك كان النمو الإجمالي للاقتصاد البريطاني أسرع بكثير.